# Heather Jackson (Archäologin)
Heather Jackson ist eine Klassische Archäologin.
Jackson studierte bis 1959 mit Abschluss Classics an der Universität London. 1960 erhielt sie ein Diploma of Education an der Universität Oxford. Von 1968 bis 1972 unterrichtete sie Latein, Griechisch und Classics an Schulen in Belfast. 1973 wanderte sie nach Melbourne in Australien aus, wo sie an verschiedenen Schulen unterrichtete. Im Jahr 1992 nahm sie das Studium der Archäologie an der Universität Melbourne auf und arbeitete als Kodirektorin der Ausgrabungen von Jebel Khalid in Syrien. In Melbourne wurde sie 2001 mit einer Doktorarbeit über eine Insula in Jebel Khalid promoviert. Die Arbeit wurde 2014 als vierter Band der Ausgrabungspublikationsreihe veröffentlicht.
Im Jahr 2007 wurde sie für ihre Beiträge zur Archäologie Syriens Fellow der Society of Antiquaries of London. 2014 wurde sie Mitglied der Australian Academy of the Humanities.

## Veröffentlichungen (Auswahl)
- mit Peter Connor: A Catalogue of the Greek Vases in the Collection of the University of Melbourne at the Ian Potter Museum of Art. Macmillan, Melbourne 2000, ISBN 978-1-876832-07-0.
- Jebel Khalid on the Euphrates. Volume 2, The Terracotta Figurines. Meditarch , Sydney 2002, ISBN 978-0-9580265-2-9.
- Jebel Khalid on the Euphrates, Volume 3: The Pottery. Meditarch , Sydney 2011, ISBN 978-0-9580265-3-6.
- Jebel Khalid on the Euphrates, Volume 4, The Housing Insula. Meditarch , Sydney 2014, ISBN 978-0-9580265-5-0.
- mit Graeme Clarke, Charles E. V. Nixon, John Tidmarsh, Karyn Wesselingh, Lisa Cougle-Jose: Jebel Khalid on the Euphrates, Volume 5: Report on Excavations 2000–2010 (= Mediterranean Archaeology. Supplement 10). Meditarch Publications / Sydney University Press, Sydney 2016, ISBN 978-0-9580265-7-4.